# Tượng đài Hồ Chí Minh (Moskva)

Tượng đài Hồ Chí Minh tại Moskva

Tượng đài Hồ Chí Minh ở Moskva (tiếng Nga: Памятник Хо Ши Мину в Москве) là một đài tưởng niệm xây dựng tại Moskva để tưởng niệm Chủ tịch nước Việt Nam Dân chủ Cộng hòa Hồ Chí Minh, được đặt tại quảng trường cùng tên tại quận Akademichesky. Tượng đài được khánh thành vào ngày 18 tháng 5 năm 1990, nhân kỷ niệm 100 năm ngày sinh của Hồ Chí Minh.

## Miêu tả
Tượng đài được làm bằng đồng điếu và đá, với chân dung của lãnh tụ Việt Nam Hồ Chí Minh mỉm cười trước hình nền mặt trời trong một hình tròn khổng lồ. Dưới hình tròn là một hình tượng chàng trai Việt Nam ở tư thế chuẩn bị bật dậy. Phía sau hình tròn là hình ảnh hoa quả nhiệt đới và hai cây tre uốn cong. Phía dưới tượng đài có ghi dòng chữ "Нет ничего дороже независимости, свободы" (Không có gì quý hơn độc lập, tự do).
Tác giả của tượng đài là nhà điêu khắc Vladimir Efimovich Tsigal và kiến trúc sư Roman Grigoryevich Kananin. Tsigal đã thăm Việt Nam năm 1985 để tìm hiểu về Hồ Chí Minh cho dự án mình. Theo ông, "vòng tròn là hình tượng mặt trời của Việt Nam, tiềm ẩn mơ ước về một Việt Nam với tương lai tươi sáng", và ông dùng hình ảnh hai cây tre uốn cong "xuất phát từ sự hiểu biết về loài cây đặc trưng của Việt Nam: cây tre có thể bị uốn cong, nhưng khó bị bẻ gãy, giống như ý chí và sức mạnh Việt Nam."
Chi phí xây dựng tượng đài tốn hơn 1 triệu rúp Xô viết.

## Lịch sử
Quảng trường Hồ Chí Minh tại Moskva đặt tên năm 1969, sau khi Hồ Chí Minh qua đời. Năm 1985, Ban Chấp hành Trung ương Đảng Cộng sản Liên Xô và Hội đồng Bộ trưởng Liên Xô quyết định tạc một bức tượng trên quảng trường. Việc này bị cho là trái với nguyện vọng của Hồ Chí Minh, người trong di chúc yêu cầu không dựng tượng đồng cho mình.
Việc xây dựng tượng đài đã gây tranh cãi trong một số người dân Moskva. Thứ nhất, họ cho rằng việc chặt cây ở quảng trường và đưa vào đá granit bị cho là làm mất thẩm mỹ và làm tổn hại hệ sinh thái của khu vực. Thứ nhì, họ cho rằng kinh phí hơn 1 triệu rúp Xô viết cho tượng đài có thể sử dụng cho việc xây dựng 150 chung cư tốt, giúp tình trạng thiếu hụt nhà cửa của thành phố. Ngày 4 tháng 4 năm 1990, nhiều học sinh trung học ở Moskva đã biểu tình đòi chính quyền nghiêm chỉnh thực thi nguyện vọng của Hồ Chí Minh. Họ đòi hỏi tháo dỡ tượng đài, rồi đem bán cho Việt Nam. Theo họ, chính Hồ Chí Minh đã ba lần trong di chúc của mình kêu gọi trồng cây để tưởng nhớ mình chứ không xây tượng đài. Tuy nhiên, đại diện của chính quyền cho rằng do tại Việt Nam hiện có một tượng đài Lenin thì ở Liên Xô phải có tượng đài Hồ Chí Minh cho cân xứng. Theo đại diện, dù sao quảng trường đã bị phá hủy và công trình đã chi tiêu 200.000 rúp tại địa điểm và 500.000 rúp để tạc tượng đồng.
Ngày 18 tháng 5 năm 1990, nhân ngày sinh nhật thứ 100 của Hồ Chí Minh, tượng đài Hồ Chí Minh được khánh thành.
Trong lúc Liên Xô tan rã, nhiều người đòi lật đổ tượng đài vì lý do đây là một nhân vật độc tài. Chính quyền thành phố Moskva năm 1991 dự định hủy bỏ tượng đài. Ý tưởng này nhận sự phản đối từ những nhân vật thân Việt Nam như nhà du hành vũ trụ, chủ tịch Hội Hữu nghị Xô - Việt Gherman Stepanovich Titov, cũng như các nhà ngoại giao Việt Nam, và họ đề nghị chuyển đến Đại sứ quán Việt Nam tại Moskva. Đến nay, tượng đài vẫn nằm tại vị trí cũ.

## Tượng đài ngày nay
Người dân Moskva mệnh danh tượng đài là "tượng đài đĩa bay" (памятником летающей тарелке) vì hình ảnh xa lạ của nó. Nó còn được gọi lóng là "rúp" (Рубль) vì giống đồng tiền cũ có tạc chân dung Lenin. Một số người còn gọi chế giễu nó là "Tượng đài tưởng niệm 300 năm dưới ách Mông-Tatar" (памятником 300-летию татаро-монгольского ига).
Đối với những cựu cố vấn Liên Xô từng phục vụ tại Việt Nam, họ họp mặt tại tượng đài hằng năm đúng vào dịp sinh nhật Hồ Chí Minh vào lúc 10 giờ sáng.
Tượng đài được nhiều người Việt tại Nga thăm viếng, dùng làm nơi sinh hoạt cộng đồng, cũng như nơi tổ chức đám cưới. Các đoàn đại biểu từ Việt Nam cũng thường xuyên thăm viếng và đặt hoa cho tượng đài.